# Salah Goudjil
Salah Goudjil (en arabe : صالح قوجيل), né le 14 janvier 1931 à Batna, est un homme d'État algérien. Membre du Front de libération nationale (FLN), il est notamment ministre des Transports de 1979 à 1986 et président du Conseil de la nation du 9 avril 2019 au 19 mai 2025

## Biographie

### Situation personnelle
Salah Goudjil naît le 14 janvier 1931 à Batna.
Pendant la guerre d'Algérie, il est commandant dans l'armée des frontières. Il est à Tunis lors du cessez-le-feu prévu par les accords d'Évian.
Dans le contexte du complot Lamouri, il est accusé de « complicité active dans la préparation d'un complot contre la révolution ». Un tribunal militaire, présidé par Houari Boumédiène, assisté d'Ali Medjeli et de deux juges, Kaïd Ahmed et Slimane Dehilès, prononce à son encontre une « une cassation de son grade et une peine d'un an d'emprisonnement » le 28 février 1959,.

### Ascension en politique
Salah Goudjil devient membre du comité central du Front de libération nationale (FLN) en juin 1962, inspecteur général du parti en 1964, chef de daïra en 1965. Il est commissaire du FLN de 1967 à 1971 à Annaba, puis à Sétif de 1971 à 1978.
De 1979 à 1986, il est ministre des Transports et de la Pêche, sous la présidence de Chadli Bendjedid.
Il soutient la candidature de Mouloud Hamrouche à l'élection présidentielle de 1999 puis d'Ali Benflis à celle de 2004.
Lors des élections législatives de 2007, il est élu député de Sétif.
En janvier 2013, il est nommé sénateur. Il est reconduit en janvier 2019.

### Président du Conseil de la nation
Le 9 avril 2019, à la suite de la nomination d'Abdelkader Bensalah comme chef de l'État, il devient président par intérim du Conseil de la nation. Il est le successeur constitutionnel de celui-ci à la tête de l'État au cas où ce dernier doit quitter ses fonctions et représente ce dernier lors de plusieurs voyages à l'étranger,.
Alors qu'un nouveau président devait être élu dans les 15 jours suivant le début de l'intérim d’Abdelkader Bensalah, Salah Goudjil continue à assurer l'intérim. Ne souhaitant pas reprendre ses précédentes fonctions à l’expiration de son intérim comme président de la République, Bensalah démissionne de la présidence du Conseil de la nation le 4 janvier 2020 et Salah Goudjil poursuit l'intérim à la tête de la chambre haute du Parlement,. Il entend cependant conserver sa fonction, refusant d'organiser une nouvelle élection. En  décembre 2020, il déclare qu'« il y a des complots à partir de l'Europe et en dehors de l'Europe qui visent la stabilité  de  l'Algérie  et  nous  savons  même qui  est  derrière », sans aller plus loin dans l'identification de ceux qu'il accuse.
Salah Goudjil critique à plusieurs reprises le courant politique Badissia novembria : « Quand on dit novembre est badissi, ont ment à l’histoire. Novembre c’est novembre, il n’appartient à personne ». Il est soutenu en cela par le Conseil de la nation,.
Le 21 février 2021, le bureau du Conseil de la nation désigne Salah Goudjil comme candidat unique à sa présidence. Le 24 février, à 90 ans, celui-ci est élu. Cet événement suscite la colère des manifestants du Hirak, certains protestataires allant jusqu'à scander : « Goudjil à la maison de retraite » ; insistant sur le fait que Goudjil est nonagénaire, ils dénoncent le recyclage d'anciennes figures du régime. Il est ensuite réélu le 24 février 2022 pour un mandat de trois ans.
Saisie à son initiative, la Cour constitutionnelle a estimé, en décembre 2024, que la limite de deux mandats inscrite dans la Constitution révisée de 2020 pour les parlementaires, est rétroactive, rappelant qu'elle a déjà été appliquée pour les candidats des législatives de 2021 et des sénatoriales de 2022. Constitutionnellement, sénateur depuis 2013, il doit quitter ses fonctions le 9 avril 2025,, mais Salah Goudjil, âgé de 94 ans, est toujours en poste postérieurement à cette date. Finalement, Azouz Nasri lui succède comme président du Conseil de la nation le 19 mai 2025.

## Décorations
- Athir de l'ordre du Mérite national d'Algérie.